# Азовское (Акимовский район)
Азо́вское (укр. Азо́вське) — село,
Кирилловский поселковый совет,
Акимовский район,
Запорожская область,
Украина.
Код КОАТУУ — 2320355401. Население по данным 1987 года составляло 1,7 тыс. человек.
Село ликвидировано в 2004 году.

## Географическое положение
Село Азовское находится на полуострове, образованному двумя лиманами, Утлюкским и Молочным, на расстоянии в 0,5 км от пгт Кирилловка.
По селу проходит автомобильная дорога Т-0820.

## История
- 2004 — село присоединено к пгт Кирилловка[2].